# Gilpin County
Gilpin County is een county in de Amerikaanse staat Colorado.
De county heeft een landoppervlakte van 388 km² en telt 4.757 inwoners (volkstelling 2000). De hoofdplaats is Central City.